# Ghetto di Venezia
Il Ghetto era il quartiere di Venezia dove gli ebrei erano obbligati a risiedere durante il periodo della Repubblica di Venezia, a partire dal 1516. Si trova nel sestiere di Cannaregio, è rimasto il fulcro della comunità ebraica di Venezia ed è sede di sinagoghe e di altre istituzioni religiose.
In epoca medievale, quello che in epoca moderna sarebbe diventato il Ghetto era la zona della città dove si concentravano le pubbliche fonderie; solo a partire dal 1516 fu destinato a residenza obbligatoria per gli ebrei. Da qui è derivato poi il nome comune ghetto per indicare un quartiere ebraico e, in senso ancora più ampio, un rione in cui si concentrano le minoranze socialmente escluse di una comunità.

## Etimologia
La parola «Ghetto» si attestò rapidamente come identificativo del luogo dove tenere separata la comunità ebraica da quella cristiana: nella bolla papale Dudum a felicis del 27 febbraio 1562, dopo l'istituzione dl ghetto romano, Pio IV fece scrivere «Dudum a praetera vobis permittimus quod possitis tenere apothecas extra ghectum, seu septum hebraicum» (Come in precedenza vi permetto di avere depositi fuori dal ghetto, ossia il recinto ebraico).
Ma sono state varie diverse ipotesi riguardo all'etimologia della parola ghetto (ghèto in dialetto veneziano) che il rabbino Cassuto liquidava nell'Enciclopedia Italiana come fantasiose: la derivazione dal gotico gatwo cioè "strada" (radice comune con il germanico Gasse, lo svedese gata) ; la variazione di pronuncia dal veneziano geto, (gitto o getto) che indica una "fonderia"; una riduzione da borghetto, vale a dire "piccolo centro abitato"; l'adozione del termine ebraico gēt, vale a dire "documento attestante il divorzio"; la derivazione tedesco geheckter [Ort] (luogo recinto);oppure che venga dalla radice del termine greco γείτων che sta per "vicinato" o "quartiere".
Bisogna dire che nel suo dizionario del veneziano del 1856 Boerio tratta i due termini come lemmi differenti e senza alcuna relazione: per l'uno scrisse «Geto, s.m.Getto o Gitto, impronta che si fa nella forma per fondervi i metalli» mentre per l'origine del nome del quartiere che attesta come «Gheto (coll'e larga)s.m. Ghetto» e racconta che per Muratori possa derivare dall'ebraico «Ghet, vale a dire separazione, divorzio ; benché creda che provenga dalla Siriaca Nghetto che vuol dire Congregazione, Sinagoga; chiamasi il Serraglio dove abitano gli Ebrei».
Nel 2009, l'etimologista Anatoly Liberman ha dichiarato che le ipotesi sono sostanzialmente speculative, e a suo parere la più attendibile la relazione con ghetta antico nome del protossido di piombo usato per raffinare le fusioni metalliche.
Un parere diverso è espresso dal paleografo Piattelli cghe sottolinea come per gli askenaziti, molto presenti allora a Venezia e adusi alla lingua yiddish, esisteva solo la pronuncia dura della G (occlusiva velare sonora) mentre quella dolce (affricata postalveolare sonora) tisultava non pronunciabile. Rivaluta quindi l'ipotesi etimologica che avvicina "ghetto" all'ebraico gēt "scritta di divorzio", in quanto la segregazione veniva vista come un divorzio dalla società cristiana cittadina con cui prima era possibile intrattenersi. Inoltre sottolinea come sia stato presente nelle varie parlate giudeo-italiane il tabù linguistico sostituire i termini odiosi o appartenenti a religioni diverse, con termini ebraici di significato differente.

## Storia
I primi nuclei della comunità ebraica di Venezia sono attestati già prima dell'anno mille, ma sino al tardo Trecento non vi fu un insediamento consistente e stabile. Sino all'istituzione del ghetto gli ebrei, pur sottoposti a varie restrizioni, potevano vivere in qualsiasi luogo della città.
L'area dove sorse più tardi il quartiere ebraico fu denominata "Ghetto" almeno dagli inizi del XIV secolo, poiché vi si trovavano le fonderie pubbliche per la fabbricazione delle bombarde. Già allora questi spazi erano distinti in due parti, dette rispettivamente Ghetto Vecchio e Ghetto Nuovo.
Verso l'inizio del Quattrocento le fonderie smisero di funzionare e l'area del Ghetto Nuovo fu affidata ai fratelli Da Brolo, che intendevano edificarvi un complesso residenziale, comprendente venticinque case da affittare e una chiesa. Attorno al 1460 insorse un litigio tra le parrocchie di San Geremia e San Marcuola attorno alla pertinenza ecclesiastica del nuovo quartiere. Alla fine il progetto fu abbandonato e l'area rimase disabitata per diversi decenni. A questo periodo risalgono i tre pozzi al centro del Campo del Ghetto Novo, recanti lo stemma dei Da Brolo.

### Istituzione del quartiere ebraico
A Venezia esisteva già qualcosa di simile al futuro Ghetto, perché dal XIII secolo era presente un singolo edificio, il Fondaco dei Tedeschi (ancora esistente ai piedi del Ponte di Rialto), in cui i mercanti provenienti dall'Europa centrale, come ungheresi e boemi, venivano rinchiusi di notte. Similmente esisteva un Fondaco dei Turchi, dove i mercanti provenienti dall'Impero Ottomano vivevano appartati, con un loro luogo di culto e un hammam.
Tra il XIII e il XVI secolo, in tutta l'Europa gli ebrei vennero perseguitati e cacciati (dall'Inghilterra nel 1290, dalla Francia nel 1394, da molte città tedesche nel 1470, dalla Spagna nel 1492, dal Portogallo nel 1497) e molti di loro trovarono rifugio proprio a Venezia. Una nuova ondata di arrivi si ebbe all'inizio del Cinquecento, quando gli sconvolgimenti della guerra della Lega di Cambrai portarono numerosi ebrei a riversarsi dalla terraferma alla laguna.

### Nel XVI secolo
Nel corso del Cinquecento vennero edificate varie sinagoghe, una per ogni gruppo di omogenea provenienza: sorsero così la Scuola Grande Tedesca, la Scuola Canton (di rito ashkenazita), la Scola Levantina, la Scola Spagnola (di rito sefardita) e la Scola Italiana (di rito italiano). Gli edifici costituiscono tuttora un complesso architettonico di grande interesse.
Via via la comunità si consolidava economicamente ed era ricca di fermenti culturali. Agli ebrei ashkenaziti il governo veneziano concesse quale occupazione, oltre all'esercizio della medicina e alla strazzeria (vendita di merce usata), il mestiere di prestatori di denaro, cioè di fatto un'attività creditizia che ai cristiani era impedita da motivi religiosi, in quanto si riteneva contrario alla morale lucrare interessi su somme date a pegno. Rimangono numerosissime testimonianze letterarie ed epistolari di questa attività, in quanto andare in Ghetto a contrarre un prestito o a riscattare degli oggetti tenuti per garanzia faceva parte degli usi abituali. Le attività di prestito su pegno avvenivano in deroga al divieto corrente della pratica del prestito contro interessi, come ricordato anche nel Mercante di Venezia di Shakespeare.
Questa crescita esponenziale della comunità ebraica destò sospetti e preoccupazioni da parte dei residenti cristiani. In città cresceva il pessimismo, dovuto ai tracolli militari degli anni precedenti, e soprattutto i predicatori francescani ribadivano continuamente la necessità di limitare la libertà degli ebrei per riottenere il favore di Dio. L'isolamento di coloro che negavano la divinità di Gesù veniva visto come una sorta di rito di espiazione. Il 20 marzo 1516, Zaccaria Dolfin, nel Collegio dei Savi, attaccò duramente gli ebrei e chiese che venissero confinati nel Ghetto Nuovo. Il 29 marzo 1516 il Senato, con la maggioranza schiacciante di 130 sì e 44 no, mise mano alla questione, stabilendo che tutti gli ebrei dovessero obbligatoriamente risiedere nella località del Ghetto Nuovo, dando indicazione alle magistrature competenti ed in particolare agli Officiali al cattaver di individuare, anche tramite espropri dietro indennizzo, gli immobili privati da destinare alla residenza dei membri della nascente comunità ebraica. Nacque così un'istituzione che verrà poi ampiamente applicata anche nel resto d'Europa. La legge stabiliva che "Li Giudei debbano tutti abitar unidi in la Corte de Case, che sono in ghetto appresso San Girolamo". La sopraveglianza sulle attività, specialmente bancarie, che iniziarono a fiorire fu affidata ai già detti Officiali al cattaver.
Tutto ciò non impedì la crescita demografica della comunità, favorita anche da consistenti ondate immigratorie da tutta l'Europa. Per ricavare un numero sufficiente di alloggi si dovette provvedere all'espansione in verticale degli edifici; tutt'oggi le costruzioni del Ghetto, caso unico a Venezia, si caratterizzano per la notevole altezza, sino ad otto piani. Ciononostante, le autorità veneziane si trovarono costrette, in due occasioni, ad ampliare il Ghetto Nuovo: nel 1541 venne aggiunto il Ghetto Vecchio, concesso ai cosiddetti ebrei Levantini, giunti dalla penisola Iberica e dall'Impero ottomano; nel 1633 venne aperto il Ghetto Novissimo, una piccola area a est del Ghetto Nuovo, composta da appena due calli. Anche queste aree dovettero essere provvedute di ingressi sorvegliati.

### La vita economica e la legge veneziana
Conformemente al Concilio Lateranense IV, alla comunità ebraica di Venezia era fatto obbligo di portare segni distintivi cuciti sulle vesti, come la O gialla, sostituita dal 1496 con il berretto giallo e, talvolta, con il "privilegio del cappel nero", riservato ai rinomatissimi medici israeliti, come David de Pomis, Giacobbe Mantino e Marco Calò. Erano garantite la protezione in caso di guerra, la libertà di culto e di impresa attraverso la gestione del Banco dei pegni ad un tasso di interesse massimo fissato per legge, variabile dal 5% al 10% e controllato da un rappresentato della Repubblica.
I tre principali Banchi dei Pegni sopravvissero fino al 1797, prendevano nome in base al colore delle note-da-banco rilasciate (banco rosso, banco nero, banco verde), parallela a quella dei tipografi-stampatori del cinquecento veneto, bandita dall'anno 1566. Agli Ebrei era vietata l'iscrizione alle corporazioni delle Arti e Mestieri, e il decreto del Senato Veneziano (2 aprile 1566) consentì l'apertura d cinque banchi dei pegni con una riserva di deposito in 5.000 ducati veneziani ad un interesse massimo del 10% e con un orizzonte temporale massimo di cinque anni, disponendo la nullità di ogni atto o patto contrario e il divieto di prestito assistito dalla garanzia di armi straniere e alcune merci importate, oggetti sacri, il quinto di un reddito fisso. Alla comunità era consentito l'acquisto del terreno per la sepoltura dei congiunti, la tintoria, la tessitura e il commercio in particolare di oggetti usati di modesto valore (strazzeria).

### La vita culturale
Dopo la morte di san Pio V (1504-1572), le strutture autonome della Repubblica e i suoi attriti con il papato resero l'Inquisizione veneziana meno invasiva e opprimente che in qualsiasi altro luogo italiano. Nella zona di confine fra il ghetto e la città veneziana, furono composte e poi pubblicate assieme nel 1638, due opere fondamentali del Giudaismo, quali: la Historia de’ riti Hebraici del rabbino Leon Modena (1571–1648), e il Discorso circa il stato de gl’Hebrei del suo allievo e futuro rabbino Simone (Simcha) Luzzatto (1583-1663).
I patrizi del primo Seicento frequentavano assiduamente il salotto di Sara Coppio Sullam, una delle donne più colte dell'epoca, autrice di lavori letterari di cui non è rimasto alcunché.
Il ghetto era un centro di produzione, di diffusione e di fruizione della cultura ebraico-veneziana, nel quale anche i cristiani si recavano per trovare amuleti e oroscopi, incantesimi, traduzioni illustrate di testi ebraici di magia, astrologia, cabala e alchimia, che facilmente potevano essere stati o arrivare ad essere messi all'Indice dall'Inquisizione.

### Nel XVII e XVIII secolo
I rapporti della comunità con la Repubblica furono instabili e periodicamente si svolgevano campagne di conversione al cattolicesimo. Chi aderiva cambiava anche nome, assumendo quello di chi lo aveva indotto a mutare la propria fede religiosa, spesso un membro dell'aristocrazia.
Con la caduta della Repubblica e l'avvento di Napoleone, nel 1797 le porte del ghetto furono eliminate, così come l'obbligo di residenza.

## Dal XX secolo ad oggi
Il Ghetto Nuovo si presenta tuttora come un'isola, i cui accessi avvengono solo tramite due ponti. In corrispondenza di questi esistevano due porte, che venivano chiuse e sorvegliate di notte, poiché agli abitanti era permesso uscire dal quartiere solo di giorno e con dei segni distintivi. Le imbarcazioni della Serenissima presidiavano canali e abitazioni contro il rischio di furti e violazioni del divieto di attività notturne.
Al giorno d'oggi questo complesso è rimasto abbastanza integro, anche se gli ebrei veneziani si sono spostati e non abitano all'interno del ghetto, quest'ultimo è attualmente visitabile come museo diffuso attraverso tour guidati. Altre tre sinagoghe, in corso di restauro, sono presenti all'interno del Ghetto, la prima a riaprire nel corso del 2023 sarà la Sinagoga Italiana. Il Museo Ebraico di Venezia, attualmente chiuso per restauri, ospita una collezione permanente di oggetti rituali e di uso domestico legato alle festività ebraiche, tessuti di addobbo della Torah e della sinagoga, una collezione di ketubboth (contratti matrimoniali), una collezione di libri antichi tra cui uno dei primi Talmud stampato da Daniel Bomberg nel 1500.
A partire dagli anni ottanta del novecento nel campo del ghetto Novo sono stati collocati due monumenti che ricordano la Shoah. Entrambi i monumenti sono opera dall'artista di origine lituana Arbit Blatas e sono stati collocati in prossimità dell'edificio che ospitava la casa di riposo israelitica. Davanti all'ingresso di questo edificio sono state posizionate alcune pietre d'inciampo a ricordo delle ventuno persone che da qui furono prelevate e deportate nei campi di sterminio.

## Galleria d'immagini

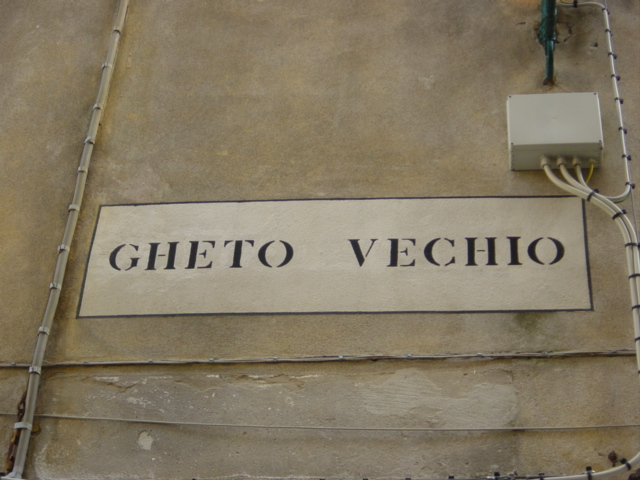
Nizioleto indicante il Ghetto Vecchio
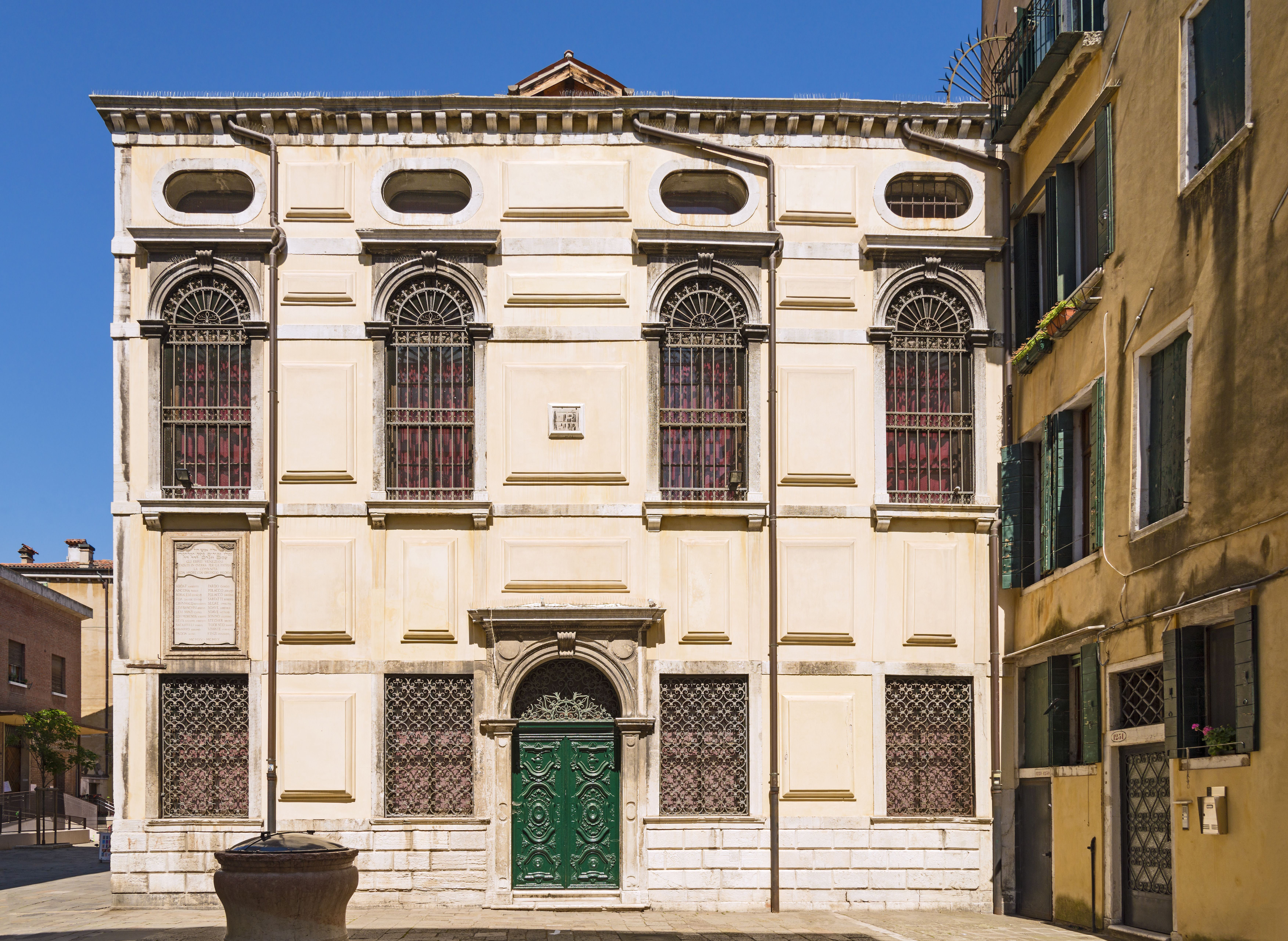
Sinagoga Levantina
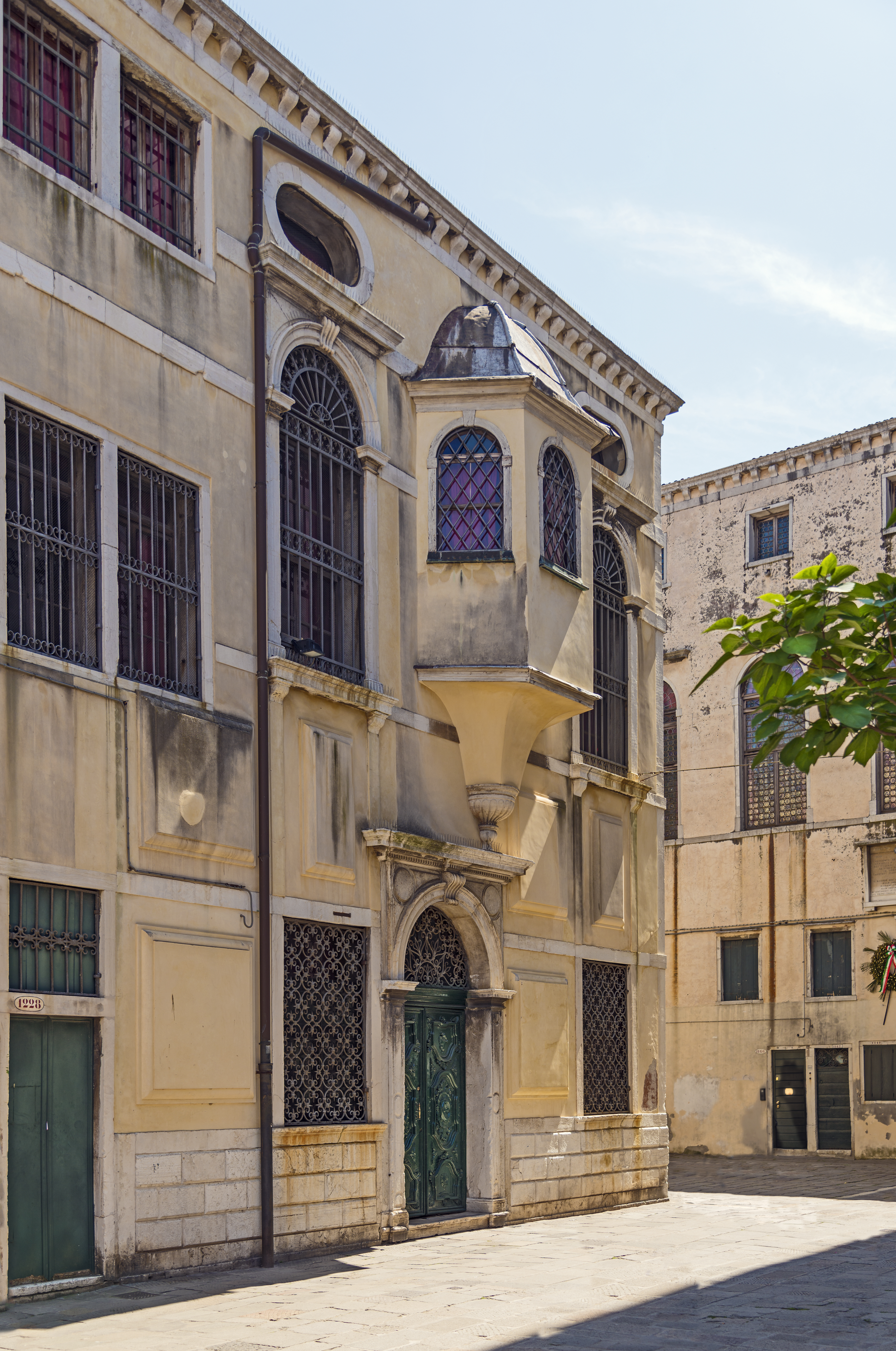
Sinagoga Levantina
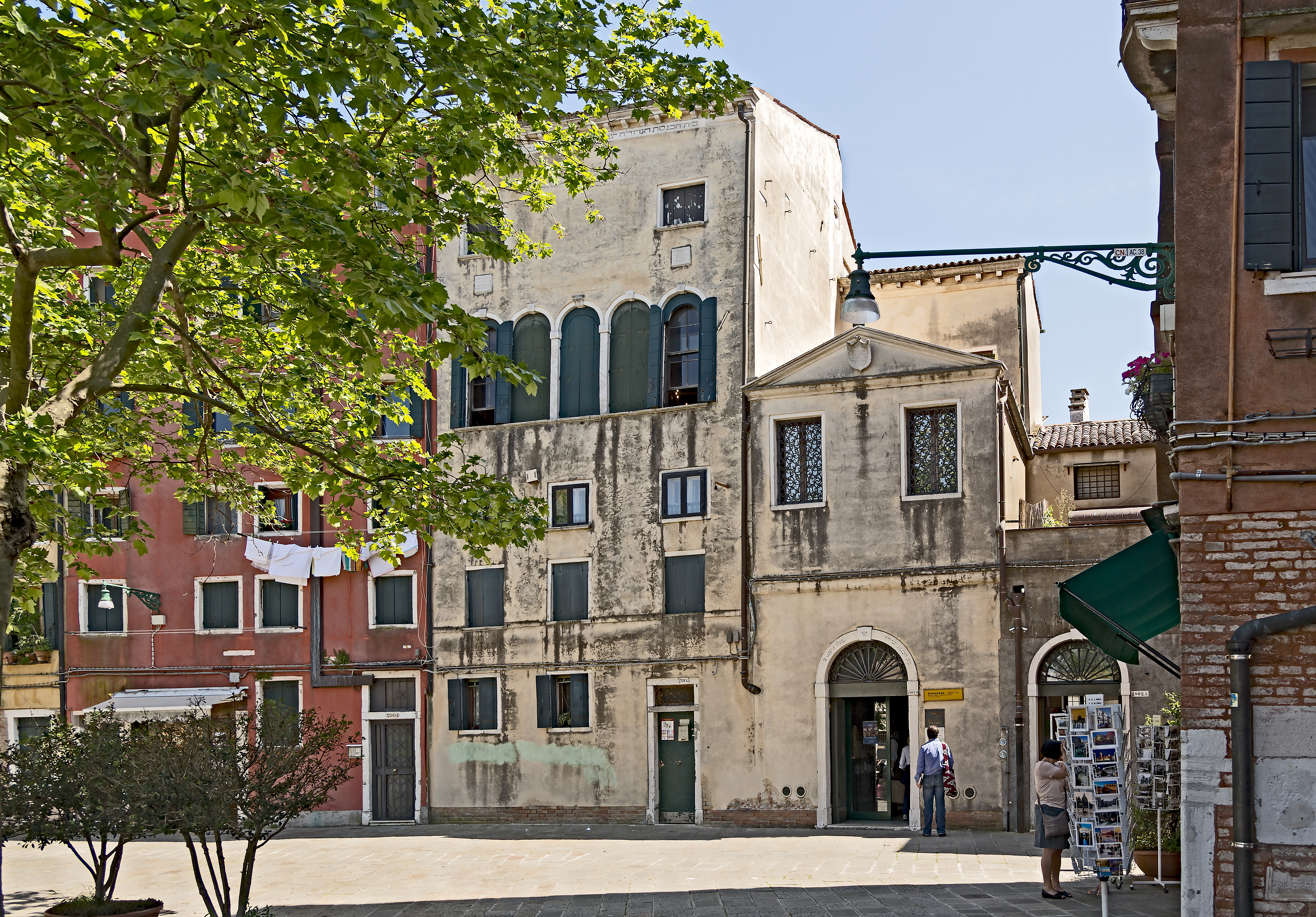
Scuola Grande Tedesca
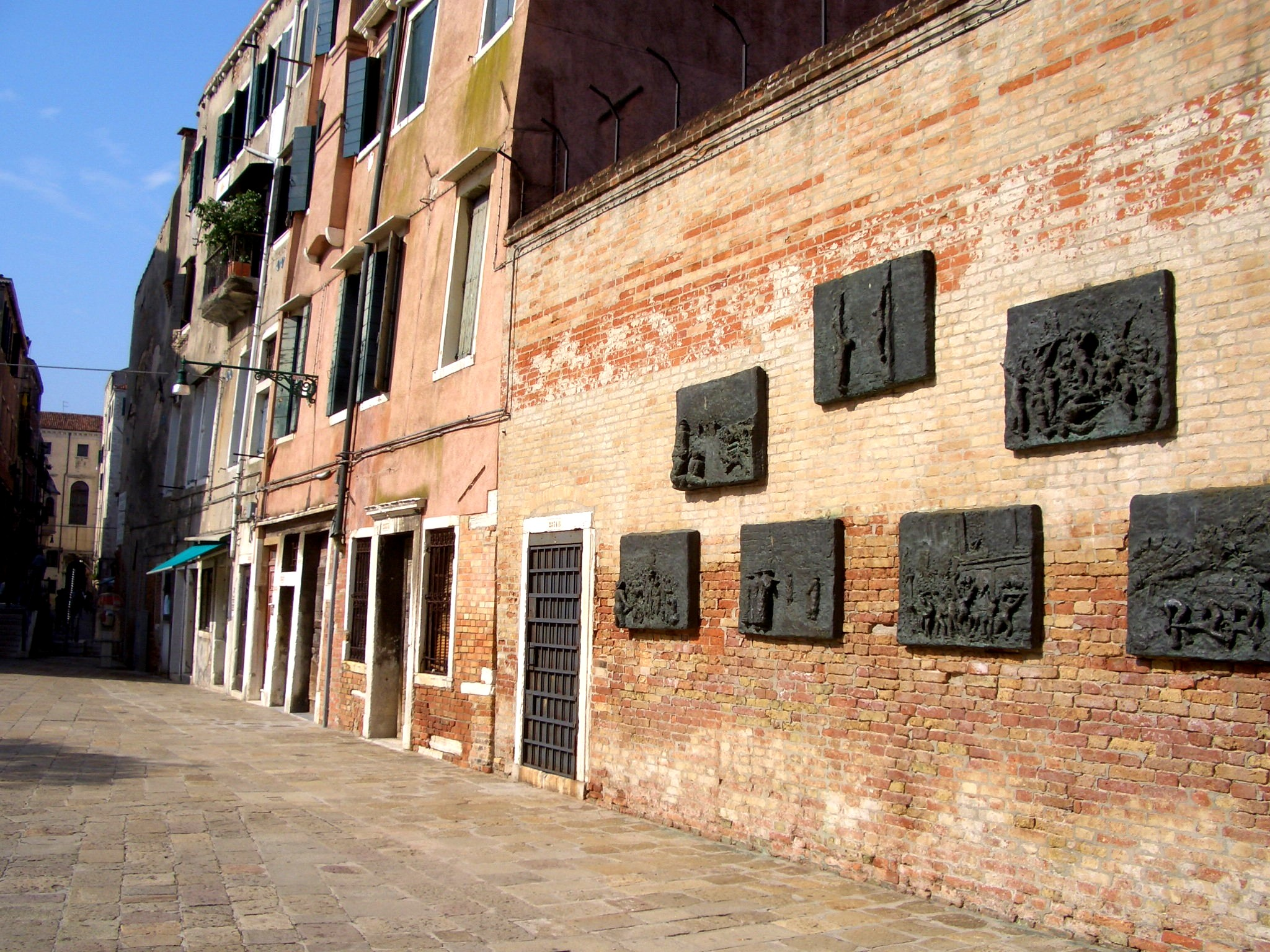
Monumento alle vittime veneziane della Shoah
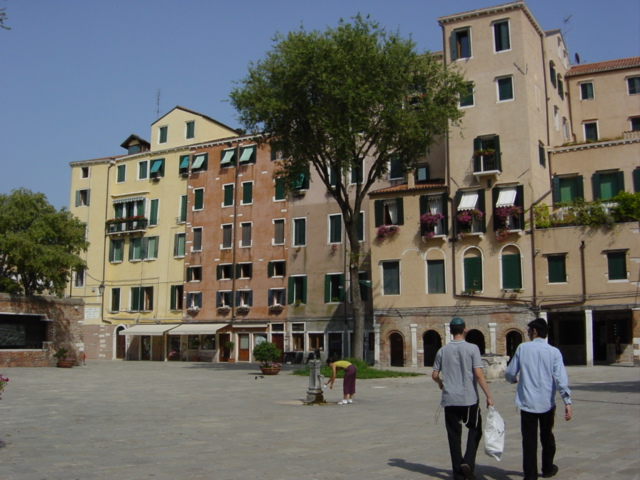
Campo del Gheto Novo
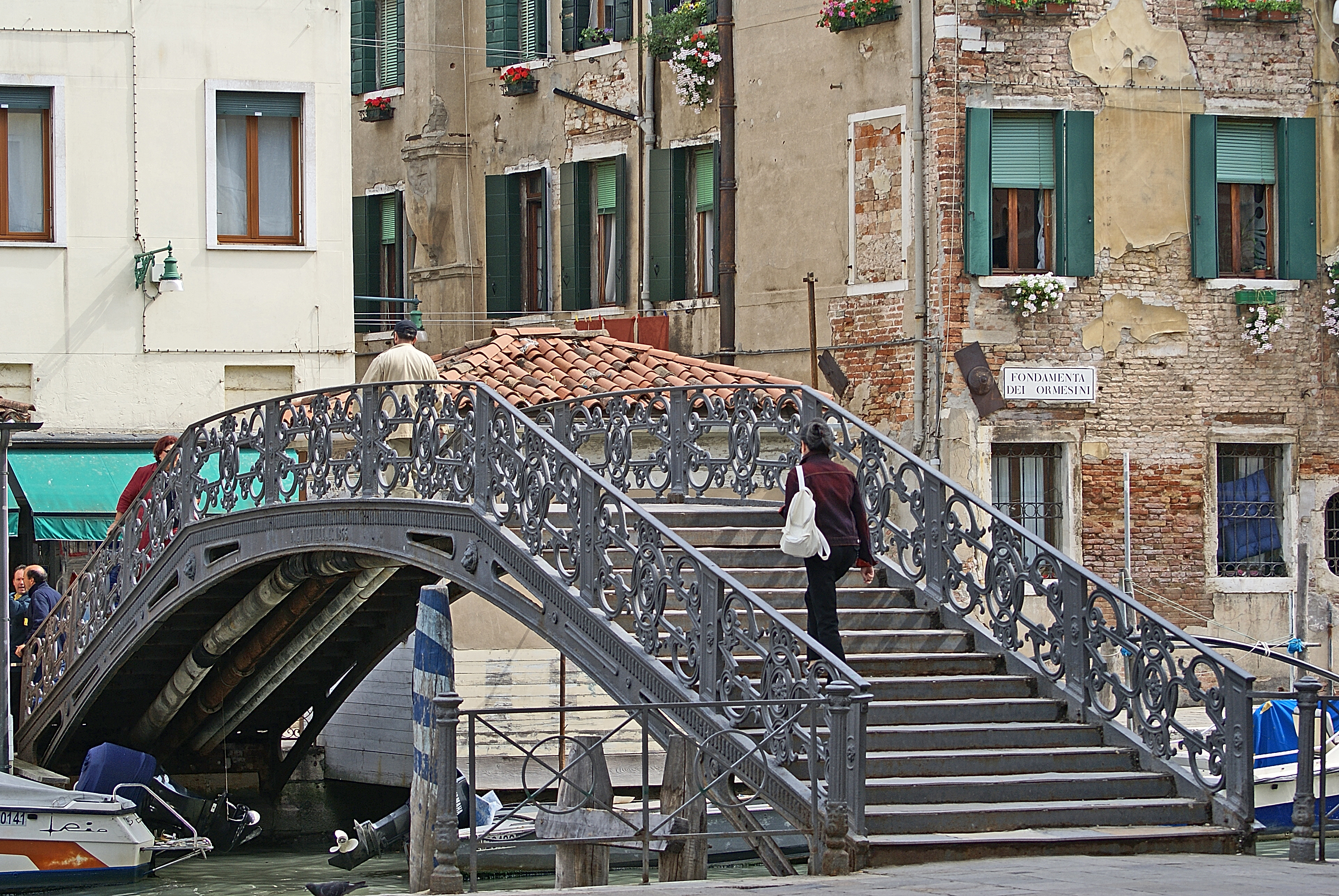
Ponte del Gheto Novo
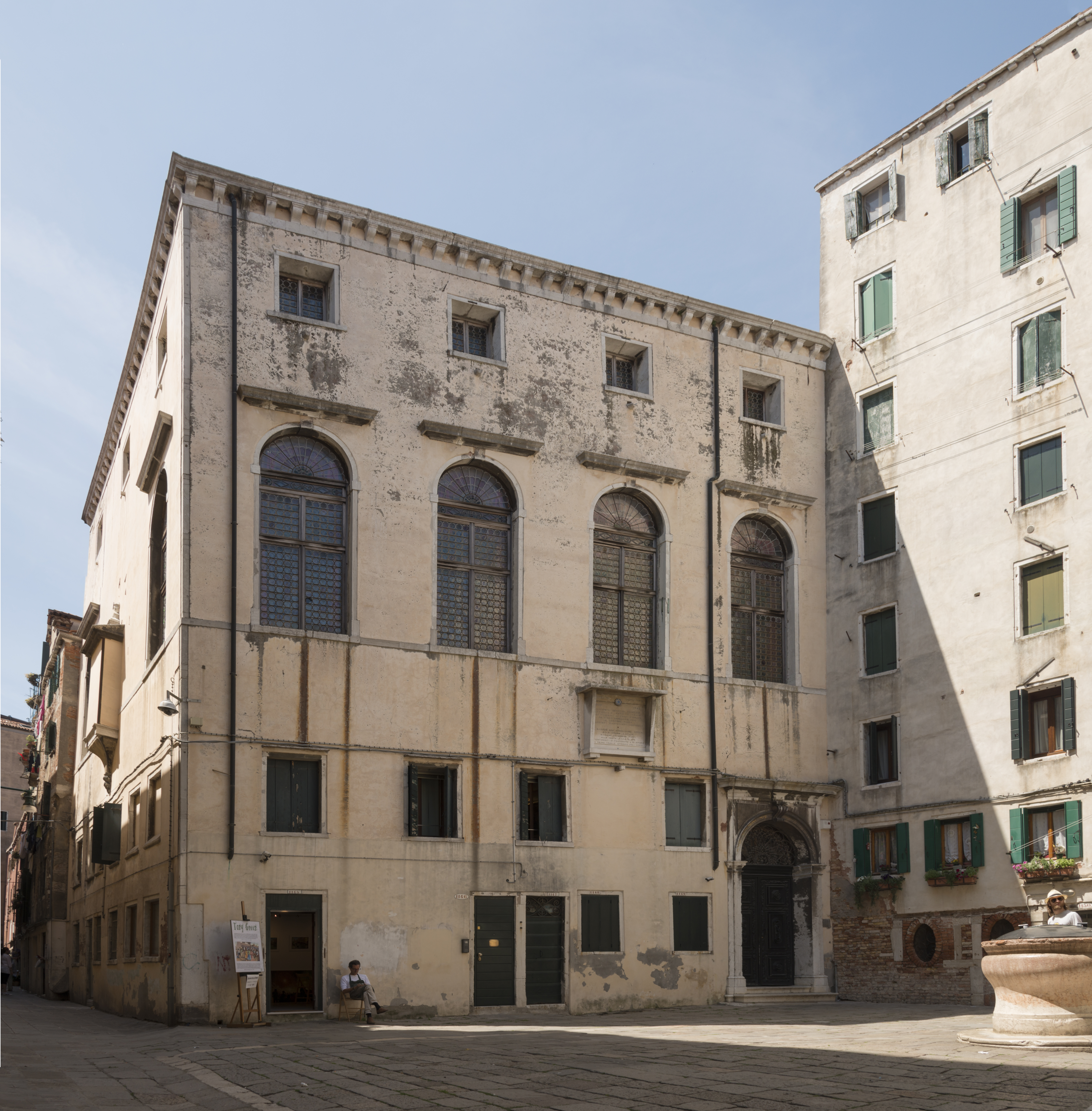
Sinagoga spagnola